# Трапари
Трапари су насељено место у саставу града Плетернице, у Славонији, Република Хрватска.

## Историја
До нове територијалне организације налазило се у саставу бивше велике општине Славонска Пожега.

## Становништво
Насеље је према попису становништва из 2011. године имало 178 становника.
| Националност       | 1991.        |
| Хрвати             | 131 (62,67%) |
| Срби               | 67 (32,05%)  |
| Југословени        | 2 (0,95%)    |
| остали и непознато | 9 (4,30%)    |
| Укупно             | 209          |